# Rivière Mascouche
Pour les articles homonymes, voir Mascouche (homonymie).
La rivière Mascouche est un cours d'eau situé dans la municipalité de Terrebonne, dans la municipalité régionale de comté (MRC) Les Moulins, dans la région administrative de Lanaudière, au Québec, au Canada.

## Géographie
Parcours de la rivière
La rivière Mascouche prend sa source dans la zone à l'est des pistes de l'aéroport de Mirabel, en drainant divers ruisseaux : Ouellet, Gascon-Forget, Cardinal, Lapointe, Desjardins, Hogue-Therrien et Rivière Saint-Pierre. À partir de la zone de l'aéroport, la rivière :
- 5,2 km vers l'est, jusqu'à l'autoroute 15 (autoroute des Laurentides) ;
- 9,3 km (ou 6,1 km en ligne directe) en traversant le village de Saint-Janvier, jusqu'à la rivière Saint-Pierre (venant du nord-ouest). Sur ce segment, la rivière serpentine en aval du village ;
- 1,7 km (ou 1,1 km en ligne directe) en serpentinant jusqu'à la limite des MRC de Mirabel et de Thérèse-De Blainville ;
- 3,3 km (ou 2,75 km en ligne directe) avec quelques serpentins, jusqu'à la route 335 ;
- 6,3 km (ou 6,0 km en ligne directe) vers l'est, avec quelques serpentins, jusqu'à la limite de la MRC Les Moulins ;
- 6,4 km (ou 4,25 km en ligne directe) vers l'est, en traversant le secteur Pincourt, jusqu'à la route 337. Dans cette zone, la rivière a commencé à s'orienter vers le nord-est ;
- 4,6 km (ou 2,8 km en ligne directe) vers le nord-est, jusqu'à la rivière Saint-Pierre, soit le plus important tributaire.

Parcours en aval de la rivière Saint-Pierre
La rivière Mascouche poursuit son cours sur :
- 2,1 km jusqu'au pont routier du secteur Moorcrest de Mascouche. À partir de cette zone, la rivière s'oriente davantage vers le nord ;
- 6,6 km (ou 3,6 km en ligne directe) en formant plusieurs serpentins, jusqu'à la partie la plus au nord de la rivière (au sud du Domaine-Guilbeault) ;
- 5,8 km (ou 3,6 km en ligne directe) vers le sud, jusqu'au pont routier de la ville de Mascouche ;
- 1,8 km vers l'est, jusqu'à l'autoroute 25 ;
- 1,1 km vers l'est, jusqu'au pont du chemin de fer,
- 5,0 km (ou 3,4 km en ligne directe) vers le sud, jusqu'à l'autoroute 640,
- 2,9 km vers le sud-ouest, jusqu'à un canal aménagé pour atteindre plus rapidement la rivière des Mille Îles ;
- 1,4 km vers l'ouest, jusqu'à l'embouchure de la rivière située dans le vieux Terrebonne.

## Toponymie
Les procès-verbaux de Mathieu-Benoît Collet (1721), dans la section consacrée à l'île Jésus, mentionnent notamment la rivière Maskoueche. Variantes : Rivière Sainte-Marie et Rivière Saint-Jean-Baptiste.
Le toponyme rivière Mascouche a été officialisé le 5 décembre 1968 à la Banque des noms de lieux de la Commission de toponymie du Québec.